# Élisabeth Duparc

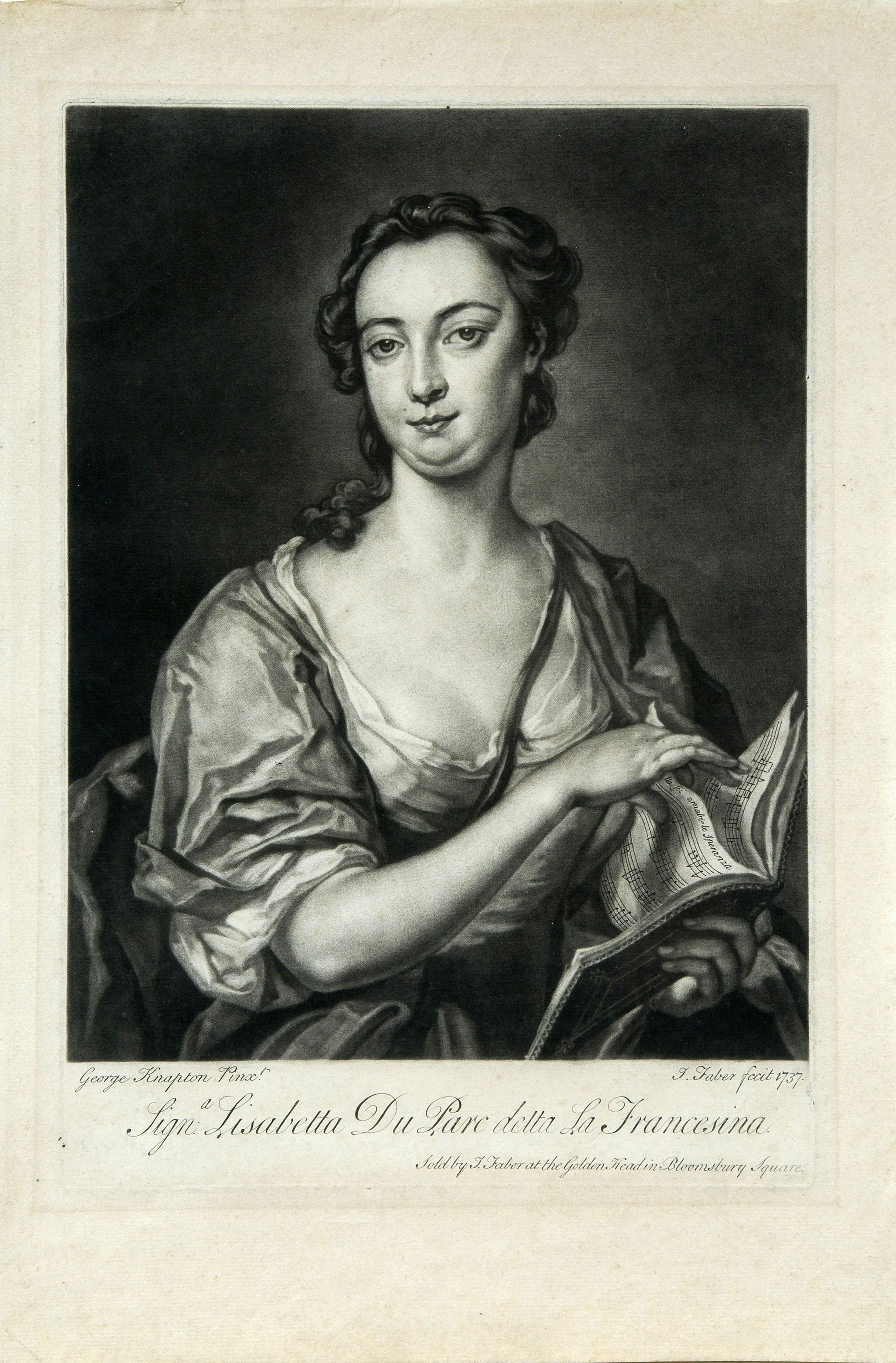
Élisabeth Duparc, genannt La Francesina, 1737

Elisabeth oder Elisabetta Duparc genannt „La Francesina“ („die kleine Französin“) (* zwischen 1710 und 1715; † 1773 oder 1778) war eine französische oder französischstämmige (?) Opernsängerin (Sopran), die ausschließlich in italienischem Repertoire und in zahlreichen Werken von Georg Friedrich Händel sang.

## Leben
Über ihre Herkunft, Jugend und Ausbildung ist nichts oder wenig bekannt, einige Quellen meinen, sie sei die Enkelin einer Schauspielerin namens Duparc aus der Truppe von Molière gewesen.
Ihre Gesangsausbildung erhielt Élisabeth in Italien und 1731 wirkte sie in Florenz im Teatro del Cocomero in einigen Buffa-Opern von Giovanni Chinzer mit.

Am selben Theater trat sie wieder im Karneval 1734-35 auf, diesmal in der anspruchsvolleren Opera seria; u. a. sang sie nun in Adelaide von Nicola Porpora (?); und in Lucca im Herbst desselben Jahres in Giovanni Portas L’Issipile.
1736 wurde sie von der mit Händel rivalisierenden Opera of the Nobility nach London engagiert und debütierte am King’s Theatre in Johann Adolph Hasses Siroe, in einem Ensemble mit dem berühmten Farinelli (Carlo Broschi) als Star.
Sie wurde zusammen mit zwei anderen Sängerinnen der Compagnie, Antonia Merighi und Margherita Chimenti, eingeladen:

„...vor ihrer Majestät, dem Herzog und den Prinzessinnen in Kensington zu singen, und wurde sehr freundlich (most gracious) empfangen; danach führte die Francesina mehrere Tänze auf, zur vollsten Zufriedenheit des Hofes.“ 
„...had the honour to sing … before her majesty, the duke, the princesses, at Kensington, and met with a most gracious reception; after which the Francesina performed several dances to the entire satisfaction of the court.“

1737-38 sang sie in verschiedenen Opern von Francesco Veracini, Giuseppe Maria Orlandini, Riccardo Broschi, Giovanni Battista Pescetti und Egidio Duni - bis Frühsommer ‘37 immer neben Farinelli, danach mit Caffarelli (siehe unten Repertoireliste). Sie trat außerdem Ende 1737 in Georg Friedrich Händels Pasticcio Alessandro Severo als Sallustia auf, und sang im Folgejahr in seinen neuen Opern Faramondo (Clotilda) und Serse (Romilda).
Da Händels bisherige Lieblingssängerin Anna Maria Strada zu dieser Zeit England verließ, trat die Francesina an ihre Stelle und wurde in der Folge zu Händels bevorzugter Primadonna. Er komponierte für sie bis 1746 insgesamt 12 Hauptrollen in seinen letzten italienischen Opern und in einer ganzen Reihe englischer Oratorien. 1739 war sie die erste Michal in Saul und sang das Sopransolo in der Uraufführung von Israel in Egypt. In das letztere Werk fügte Händel als Publikumsmagnet vier italienische Extra-Arien für die Francesina ein. Wahrscheinlich trat sie auch im Pasticcio Giove in Argo und in der Ode for St. Cecilia’s Day auf.

1740 schuf Händel für sie die Partien des Penseroso („der Nachdenkliche“) in L’Allegro, il Penseroso ed il Moderato (UA: 27. Februar 1740) und der Rosmene in Imeneo (UA: 22. November 1740); eine Aufführung der letzteren (29. November) musste verschoben werden, „wegen Indisposition der Francesina“ („on account of the indisposition of Francesina“) (Burney). Am 10. Januar sang sie die Titelrolle in der Uraufführung von Händels letzter Oper Deidamia. Daneben wirkte sie bei Wiederaufführungen von älteren Werken Händels mit, wie Esther oder Acis and Galatea, und sang auch in Veracinis A New Eclogue.
1744 war Elisabeth Duparc Händels erste Semele, und sang danach Hauptrollen in den Weltpremieren von Joseph and his Brethren, in Belshazzar, sowie die Iole in Hercules. Die letzte Partie, die Händel für sie komponierte, war das Sopransolo im Occasional Oratorio (UA: 14. Februar 1746). Außerdem sang sie auch bei Aufführungen von Samson, Deborah und dem Messias.
Laut Burney blieb Elisabeth Duparc auch nach ihrem Rückzug von der Bühne immer eng mit Händel verbunden („...but constantly attached herself to Handel…“ (Charles Burney)). 1752 wirkte sie nachweislich nochmals in einem Konzert in Soho mit.

## Stimme und Kunst
Elisabeth Duparc war ein Sopran mit einer sehr beweglichen, leichten, koloratur- und trillerfähigen ('warbling') Stimme. Burney meinte, sie habe gesungen „wie eine Lerche“ ('lark-like'), ähnlich äußerte sich Mrs Granville – Delany. Falls Burney eine Heidelerche meinte, könnte dies andeuten, dass die Francesina über Triller und Verzierungen hinaus auch etwas Rührendes oder Melancholisches in ihrem Gesang oder ihrer Stimme hatte. Händel schrieb jedenfalls einige Vogelarien für sie, wie Penserosos „Sweet byrd“ (L‘Allegro, il Penseroso ed il Moderato) oder Deidamias „Nascondi l'usignol“ (Ende des 1. Aktes), das Burney als „ein leichtes, luftiges, gefälliges Stück für die lebhafte Kehle der Francesina“ beschrieb („...is a light, airy, pleasing movement, suited to the active throat of the Francesina“). Zu den technisch anspruchsvollsten Arien für sie gehört Semeles virtuoses „No, no, I‘ll take no less“. Ein Beispiel für die tiefgründigen und ausdrucksvollen Qualitäten dieser Sängerin ist der Part der Nitocris in Händels Belshazzar, mit dem berühmten Gebet „Thou, God most high“ und der Bravourarie „The leafy honours of the field“.

## Rollen für La Francesina
Die folgenden Rollen wurden ausdrücklich für Elisabeth Duparc „la Francesina“ komponiert. Andere Rollen (in vorher bereits existierenden Werken) sind im obigen Text erwähnt.
- Lucinda in La commedia in commedia von Giovanni Chinzer; UA: Herbst 1731, Florenz, Teatro del Cocomero[13]
- Bellalba in La vanità delusa von Giovanni Chinzer; UA: 2. November 1731, Florenz, Teatro del Cocomero[14]
- Argia in Merope von Riccardo Broschi; UA: 8. Januar 1737, London, King's Theatre in the Haymarket; mit Farinelli (Carlo Broschi), Antonia Merighi, und dem Bass Antonio Montagnana u. a.[15]
- Servilia in La clemenza di Tito von Francesco Maria Veracini; UA: 12. April 1737, London, King's Theatre in the Haymarket; mit Farinelli (Carlo Broschi), Antonia Merighi, und dem Bass Antonio Montagnana u. a.[16]
- Creusa in Demophontes, King of Thrace von Egidio Duni; UA: 24. Mai 1737, London, King's Theatre in the Haymarket; mit Farinelli (Carlo Broschi), Antonia Merighi, Maria A. Marchesini u. a.[17]
- Rosmiri in Arsaces von Giuseppe Maria Orlandini; UA: 29. Oktober 1737, London, King's Theatre in the Haymarket; mit Caffarelli, Antonia Merighi, Maria A, Marchesini, Montagnana u. a.[18]
- Isifile in La conquista del vello d‘oro von Giovanni Battista Pescetti; UA: 28. Januar 1738, London, King's Theatre in the Haymarket; mit Caffarelli, Antonia Merighi, Maria A. Marchesini, Montagnana u. a.[19]
- Climene in Partenio von Francesco Maria Veracini; UA: 14. März 1738, London, King's Theatre in the Haymarket; mit Caffarelli, Antonia Merighi, Maria A. Marchesini, Montagnana u. a.[20]

Partien in Werken von Georg Friedrich Händel, uraufgeführt in London:
Opern:
- Clotilda in Faramondo (3. Januar 1738),
- Romilda in Serse (15. April 1738),
- Rosmene in Imeneo (22. November 1740),
- Titelrolle in Deidamia (10. Januar 1741)

Oratorien:
- Michal in Saul (16. Januar 1739),
- Sopransolo in Israel in Egypt (4. April 1739),
- Penseroso in L’Allegro, il Penseroso e il Moderato (27. Februar 1740)
- Titelrolle in Semele (10. Februar 1744),
- Asenath in Joseph and his Brethren (2. März 1744),
- Iole in Hercules (5. Januar 1745)
- Nitocris in Belshazzar (27. März 1745, King‘s Theatre),
- Sopransolo in Occasional Oratorio (14. Februar 1746).

## Einzelanmerkungen
1. ↑  andere Namensvarianten bzw. Schreibarten: Vorname: Lisabetta; Nachname: du Parc, Du Parc oder (italienisch) Duparch (!). (National Portrait Gallery, London (Abruf: 31. Oktober 2019).)
2. ↑  oder „Franscenina“; siehe: Elisabeth Duparc dite La Francesina, online auf Quell‘usignolo (französisch; abgerufen am 29. Oktober 2019)
3. ↑  Dean gibt als Todesjahr 1773 an, andere Quellen 1778. Winton Dean: Duparc, Elisabeth („Francesina“), London 2001, in: Grove music online (voller Zugriff nur mit Abo; englisch; abgerufen am 29. Oktober 2019)
4. 1 2 3 4  „Elisabeth Duparc dite La Francesina“, online auf Quell‘usignolo (französisch; abgerufen am 29. Oktober 2019)
5. 1 2 3 4 5 6 7  Winton Dean: „Duparc, Elisabeth („Francesina“)“, London 2001, in: Grove music online (voller Zugriff nur mit Abo; englisch; abgerufen am 29. Oktober 2019)
6. ↑  u. a. in La commedia in commedia (La commedia in commedia (Giovanni Chinzer) im Corago-Informationssystem der Universität Bologna) und in La vanità delusa (La vanità delusa (Giovanni Chinzer) im Corago-Informationssystem der Universität Bologna).
7. ↑  Adelaide (Nicola Porpora) im Corago-Informationssystem der Universität Bologna.
8. ↑  L‘Issipile (Giovanni Porta) im Corago-Informationssystem der Universität Bologna.
9. 1 2 3 4 5 6 7 8 9  Julian Marshall: „FRANCESINA, LA, Elisabeth Duparc, detta“, in: A Dictionary of Music and Musicians (hrsg. v. Georg Grove), 1900, online als online (; abgerufen am 29. Oktober 2019)
10. ↑  Siroe (Johann Adolf Hasse) im Corago-Informationssystem der Universität Bologna.
11. 1 2 3 4 5 6  Rollen für Élisabeth Duparc, La Francesina, auf der Website der ossia editions (abgerufen am 31. Oktober 2019)
12. 1 2  Pedro Octavio Diaz: La Francesina, Kurzbio und Ankündigung eines Konzertes mit Sophie Junker, Franck-Emmanuel Comte, Le Concert de l’Hostel Dieu, online auf Parnassus (französisch; abgerufen am 31. Oktober 2019)
13. ↑  La commedia in commedia (Giovanni Chinzer) im Corago-Informationssystem der Universität Bologna.
14. ↑  La vanità delusa (Giovanni Chinzer) im Corago-Informationssystem der Universität Bologna.
15. ↑  Merope (Riccardo Broschi) im Corago-Informationssystem der Universität Bologna.
16. ↑  La clemenza di Tito (Francesco Maria Veracini) im Corago-Informationssystem der Universität Bologna.
17. ↑  Demofoonte (Egidio Romualdo Duni) im Corago-Informationssystem der Universität Bologna.
18. ↑  Arsaces (Giuseppe Maria Orlandini) im Corago-Informationssystem der Universität Bologna.
19. ↑  La conquista del vello d'oro (Giovanni Battista Pescetti) im Corago-Informationssystem der Universität Bologna.
20. ↑  Lisimaco (Bernardo Pasquini) im Corago-Informationssystem der Universität Bologna.
21. ↑  Rollen für „Élisabeth Duparc, La Francesina“, auf der Website der ossia editions (abgerufen am 31. Oktober 2019)

| Personendaten    | Personendaten                                                                                   |
| ---------------- | ----------------------------------------------------------------------------------------------- |
| NAME             | Duparc, Élisabeth                                                                               |
| ALTERNATIVNAMEN  | Francesina, La; Duparc, Elisabetta; Duparch, Elisabetta; Du Parc, Elisabeth; Du Parc, Lisabetta |
| KURZBESCHREIBUNG | französische Opernsängerin, in Werken von Händel                                                |
| GEBURTSDATUM     | zwischen 1710 und 1715                                                                          |
| STERBEDATUM      | 1773 oder 1778                                                                                  |